# Hu Zhengyan

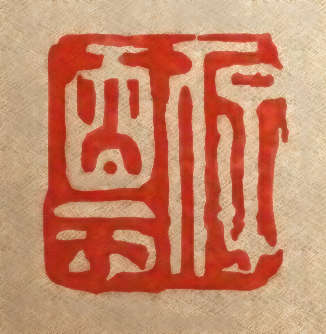
Uno de los sellos personales de Hu Zhengyan.

Hu Zhengyan (Chino: 胡正言; c. 1584 – 1674) fue un artista e impresor chino. Hu trabajó en caligrafía, pintura china tradicional, y tallado de sellos, pero fue principalmente un impresor, produjo textos académicos y también textos de su autoría.
Hu vivió en Nanjing durante la transición de la dinastía Ming a la  dinastía Qing. Siendo leal a la dinastía Ming, le fue ofrecido un puesto en la corte del Emperador Hongguang, pero rechazó el puesto, y nunca tuvo más que cargos gubernamentales menores. Sin embargo diseñó el sello personal del Emperador Hongguang, y su lealtad para con la dinastía fue tal que se retiró por largo tiempo de la sociedad después de la captura y muerte del emperador en 1645. 
Hu era dueño y gestionaba un negocio editorial académico llamada Ten Bamboo Studio, en donde practicó varias impresiones multicolor y técnicas, y también empleó a varios miembros de su familia en su empresa. El trabajo de Hu en Ten Bamboo Studio fue pionero de nuevas técnicas en la impresión a color, dando lugar a delicadas graduaciones de color que no se habían manifestado con anterioridad en esta forma de arte.
Hu es especialmente conocido por su manual de pintura titulado "The Ten Bamboo Studio Manual of Painting and Calligraphy" (en español: Manual de Estudio Ten Bamboo de Pintura y Caligrafía), un libro introductorio para artistas el cual se continuó imprimiendo durante los próximos 200 años. Su estudio también publicó catálogos de sellos, textos académicos y de medicina, libros de poesía, y papeles decorativos. Muchos de ellos fueron editados y llevaban prefacios de autoría de Hu y sus hermanos.

## Tallado de sellos

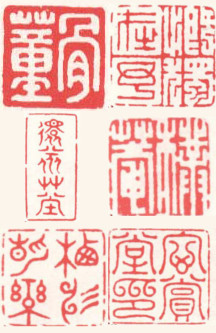
Seis impresiones de sellos chinos, ejemplos de sellos tallados por Hu Zhengyan.

Hu Zhengyan era un destacado tallador de sellos, creando sellos reales para numerosos dignatarios. Su estilo se entroncaba en la tradición clásica de sellos de la dinastía Han, y Hu utilizaba el estilo de la escuela de tallado de Huizhou fundada por He Zhen su contemporáneo. La caligrafía de Hu, si bien es balanceada y posee una estructura de composición clara, es un poco más angular y rígida que los modelos clásicos que él usaba como referencia. Si bien otros artistas intentaban dotar a sus sellos de Huizhou de manera de simular una impresión antigua, Hu evitó la práctica de envejecer artificialmente sus sellos.
La obra de Hu era apreciada aun fuera de la zona en la cual residía.  Zhou Lianggong, un poeta que vivió en Nanjing por la misma época que Hu y que era un destacado especialista en arte, indicó en su Biografía de los Talladores de Sellos (Yinren Zhuan, en chino tradicional, 印人傳) que Hu "crea tallas en miniatura en roca con inscripciones antiguas que son apreciadas y atesoradas por los viajeros", significando que las tallas eran populares entre los visitantes y viajeros que pasaban por Nanjing.
En 1644, Hu se asignó la tarea de crear un nuevo sello Imperial para el emperador Hongguang, sello que talló luego de un período de ayuno y rezo. Presentó su creación con un ensayo titulado la Gran Exhortación del Sello (Dabao Zhen, en chino tradicional, 印人傳), en el cual expresa su pena por la pérdida del sello del emperador Chongzhen y pide al Cielo la gracia de poder reponerlo. Hu estaba preocupado de que no se prestaría atención a su ensayo porque no lo había redactado en forma de coplas con rima (pianti, en chino tradicional, 駢體) tales como las utilizadas en los exámenes imperiales, sin embargo su presentación y el propio sello fueron aceptados por la corte Ming del sur.

## Galería

Imágenes del Manual de Estudio Ten Bamboo de Pintura y Caligrafía
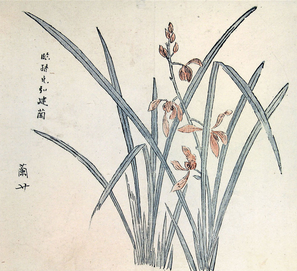
Orquídea
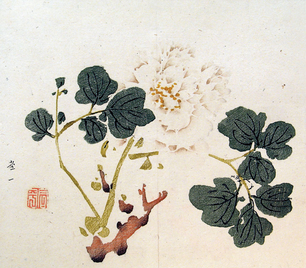
Crisantemo
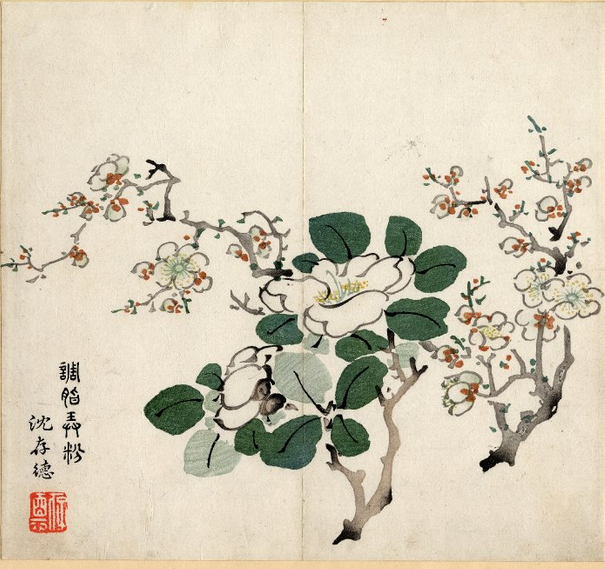
Manzano en flor
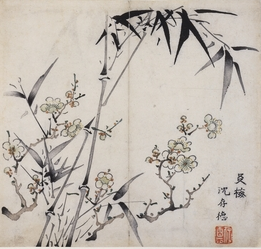
Cerezo en flor y bambú
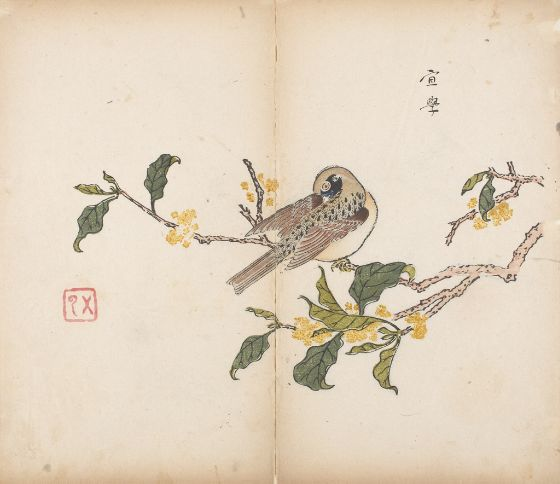
Ave en una rama en flor
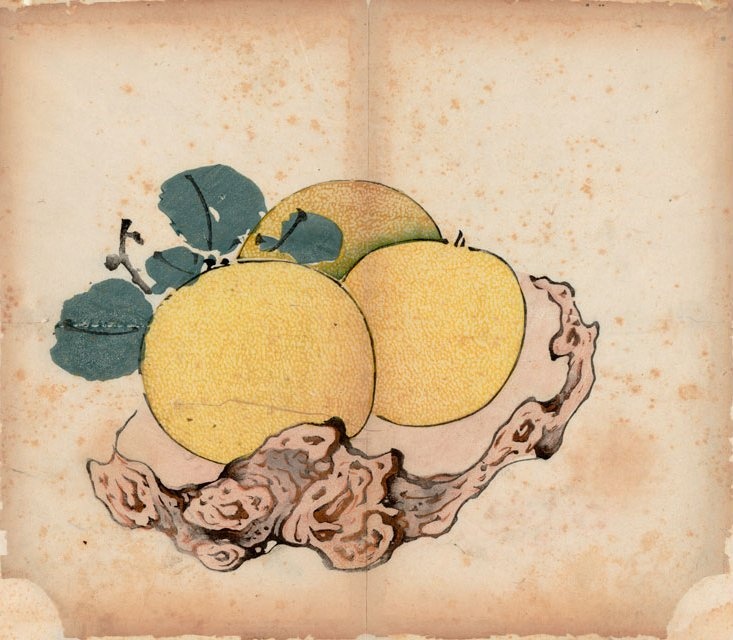
Tres naranjas en una rama anudada
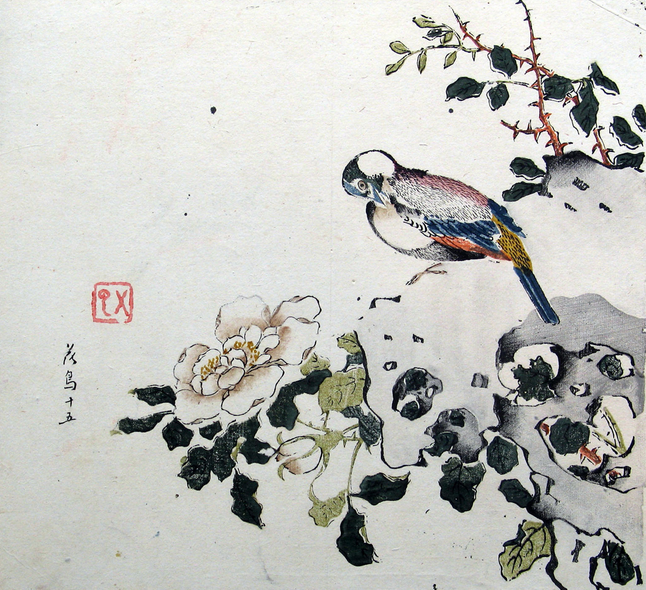
Ave en una rama
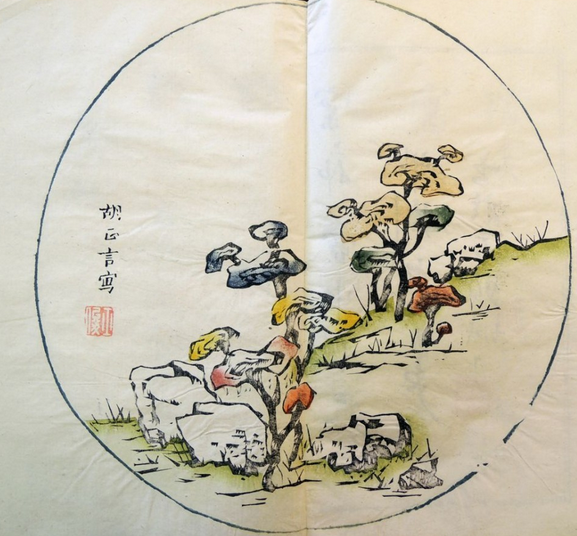
Hongos
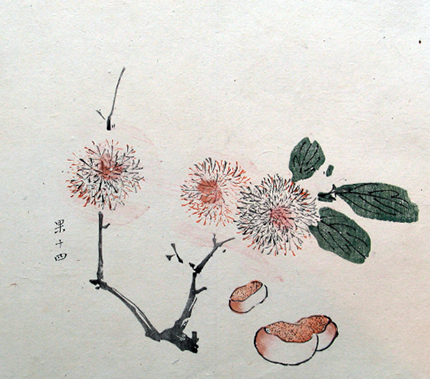
Castañas
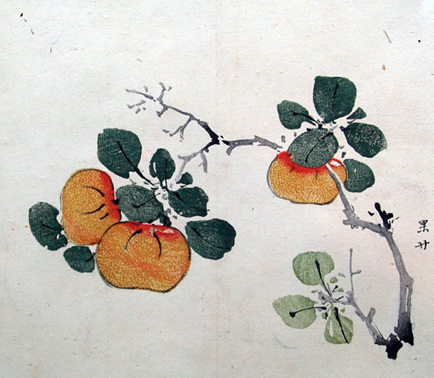
Mandarina
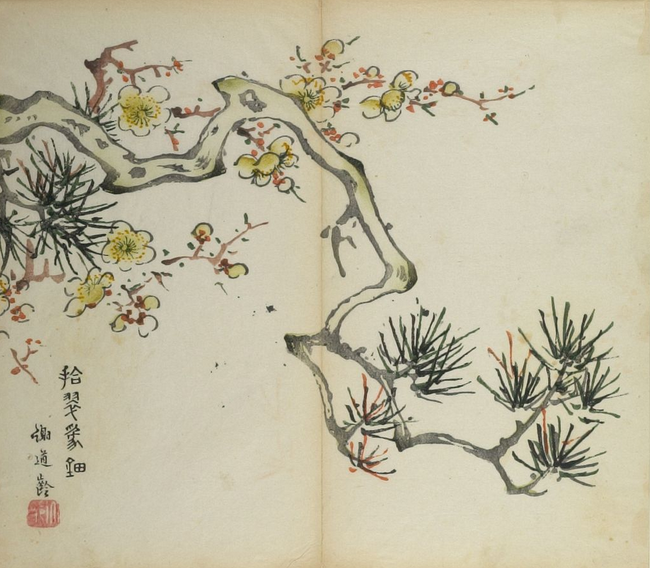
Flores de ciruelo y pino
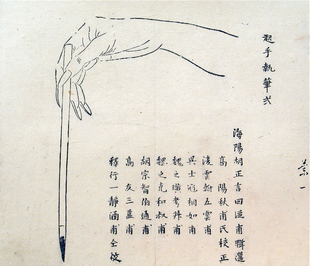
Diagrama con la posición correcta del pincel